# Гечба
Геч (абх. Гьачба, Гьечба, мн.ч.: Гьачаа, Гьечаа; русская форма 19 в.: Гечь, Гечаа) — древнейшая джигетская фамилия, владевшая землями по берегу Чёрного моря и вглубь гор от реки Лапста до реки Мзымты. Имя рода носит селение Геч-куадж (современный посёлок Гечрипш в Абхазии).

## История
По мнению грузинского историка С. Н. Джанашиа, ветвью рода Гечба является грузинский род Качибадзе, отрасль последнего — князья Бараташвили и их ветви — Орбелиани и Солагашвили. Абазинские князья Кячевы — также из рода Гечба. После окончания Кавказской войны (1864) все до одного князья Гечба со своими вассалами-дворянами и крестьянами переселились в пределы Османской империи.
Решид Геч позже вернулся. Ему предлагали земли в Бабук-Ауле, он отказался, поселился в Абхазии. Иногда приезжал на место своих былых владений.

## Дворянские роды-вассалы
- Цишба
- Микелба
- Аканцба
- Багба

## Известные представители
- Гечба Жапшху — упомянут Эвлией Челеби.
- Гечба Решид — князь из Гечрипша, в его доме воспитывался князь Александр Чачба.
- Гечба Асланбей
- Гечба Мисоуст

## Топонимика
- поселок Гечрипш в Гагрском районе Абхазии
- улица Гечба в Гагре